# Elke Peischl
Elke Peischl (* 16. Dezember 1957) ist eine ehemalige deutsche Rock-’n’-Roll-Tänzerin aus Schwäbisch Gmünd. 1992 war sie deutsche Meisterin im Tanz.

## Tanzpartner
- Horst Noll (1989–1991)
- Martin Lackner (1991–1993)

## Erfolge im Tanzen
1989
- Mannschaftsweltmeister
- 5. Platz Deutsche Meisterschaft
- 6. Platz World-Cup Fellbach
- 5. Platz World-Cup Finale Valence
- 5. Platz Weltmeisterschaft Lyon

1990
- Baden-Württ. Vizemeister
- 6. Platz Deutsche Meisterschaft
- 2. Platz Deutschland Cup
- Norddeutsche Meister
- Platz 1 Deutsche Rangliste
- 3. Platz World-Cup Wien

1991
- Baden-Württ. Vizemeister (mit Horst Noll)
- Deutsche Vizemeister der Clubs (mit Martin Lackner)
- Platz 7 World-Masters Lyon (mit Martin Lackner)

1992
- Deutsche Meister
- Baden-Württ. Meister
- Norddeutsche Meister
- Süddeutsche Meister
- Deutschland-Cup-Sieger
- Platz 1 der deutschen Rangliste
- German-Masters-Gesamtsieger
- Vizemeister der Swiss-Open
- Vizemeister der German Open
- Vizeeuropameister
- Weltmeisterschaftsbronze
- Vizemeister World-Masters-Finale
- Platz 4 der Weltrangliste

## Erfolge im Kunstturnen
1973
- Württembergische Jugendmeisterin im 8-Kampf

## Erfolge in der Leichtathletik
1995
- 1. Platz AK35 Staufer-Marathon
- 1. Platz AK35 Welzheim-Marathon
- 1. Platz AK35 Alb-Marathon (international)

1996
- 2. Platz AK35 100-km-Lauf in Biel/Schweiz (international)
- 1. Platz AK35 Alb-Marathon (international)
- 1. Platz AK35 Württ. Mannschaftsmeisterschaft

1997
- 6. Platz AK40 Hamburg – Marathon (international)
- 1. Platz AK40 Alb-Marathon (international)

1998
- 1. Platz AK40 Marathon in Biel/Schweiz (international)

1999
- 3. Platz AK40 Infernino-Triathlon Schweiz
- 2. Platz AK40 Baden-Württ. Meisterschaften im Duathlon
- 1. Platz AK40 Welzheim-Marathon

2000
- 3. Platz AK40 Süddeutsche Meisterschaft im Marathon
- 3. Platz Deutsche Meisterschaft im Marathon/Mannschaften
- 1. Platz Marathon auf der chinesischen Mauer (Siegerin der Frauen, 3. Platz des Gesamtfeldes)